# Roberto Aballay
Roberto Aballay est un footballeur argentin né le 22 novembre 1922 à Buenos Aires en Argentine. Il était attaquant.

## Biographie
(décembre 2022).
Roberto Aballay est un footballeur argentin né le 22 novembre 1922 à Buenos Aires en Argentine. Il était attaquant. Il fit ses débuts à Club Atlético River Plate puis il joua un an à Argentinos Juniors en 1942 et à Banfield en 1943. Entre 1946 et 1948 il porta les couleurs de San Lorenzo ou il remporta le championnat d'Argentine en marquant 7 buts en 9 matchs. Il partit ensuite au Mexique ou il évolua au Asturias FC ou il remporta le championnat du Mexique lors de la saison 1943-1944. Il termina meilleur buteur du championnat mexicain lors de la saison 1944-45 avec 40 buts en 24 matchs soit une moyenne de 1,67 but par match. En 1945 il fut élu joueur de l'année de la zone CONCACAF. Il termina sa carrière en Europe évoluant pendant une saison au Genoa. Il vint ensuite en France ou il joua dans deux clubs de l'Est : le FC Nancy de 1950 à 1952 puis le FC Metz entre 1952 et 1954, avant de jouer au doyen des clubs algériens le Mouloudia d'Alger entre 1954 et 1956.
Roberto rejoint l'Algérie pour  signer à l'OHD (Olympique de Hussein Dey) avant de faire volte-face et opter pour le club musulman du Mouloudia algérois en 1955. Arrivé au club à court physiquement et en manque de compétition il ne joua que les matches amicaux pour sa première saison en Algérie.Il était la star de l'époque et l'attraction des rendez-vous footballistique chaque dimanche
Le dimanche 9 janvier 1955 à Saint-Eugène (Bologhine actuellement), Aballay joua son premier match amical avec le Mouloudia, avec à la clé son premier but sous ses nouvelles couleurs, c'était lors de la confrontation MCA-AS PTT (1-0 But : Aballay 55e). Il récidive quelques jours après contre la grande équipe française de l'époque, l'OGC Nice, ou il inscrit un mémorable triplé lors du fameux MCA-OGC Nice (3-3) le samedi 14.5.1955.
En 1955/1956, il fait ses débuts officiels en tant qu'entraîneur-joueur du Mouloudia sans que cette nouvelle aventure ne voit le bout du tunnel à cause du cadre politique de l'époque et le retrait du Mouloudia de toutes compétitions en mars 1956. Néanmoins, Aballay continua son activité au sein des jeunes catégories du Mouloudia avant de quitter le club et le pays en 1957.

## Carrière
| Club                   | Pays      | Saisons   |
| ---------------------- | --------- | --------- |
| River Plate            | Argentine | 1940-1941 |
| Argentinos Juniors     | Argentine | 1942      |
| Banfield               | Argentine | 1943      |
| Asturias               | Mexique   | 1944-1945 |
| San Lorenzo de Almagro | Argentine | 1946-1948 |
| Genoa                  | Italie    | 1949      |
| Nancy                  | France    | 1950-1952 |
| Metz                   | France    | 1952-1955 |
| Mouloudia d’Alger      | Algérie   | 1955-1956 |

## Palmarès
- Championnat d'Argentine de football en 1946.

## Source
- Marc Barreaud, Dictionnaire des footballeurs étrangers du championnat professionnel français (1932-1997), l'Harmattan, 1997, page 90.